# Хованский, Андрей Андреевич
Князь Андре́й Андре́евич Хова́нский (ум. 13 июня 1639, Нижний Новгород) — стольник и воевода во времена правления Бориса Годунова, Смутное время и правление Михаила Фёдоровича.
Из княжеского рода Хованских, Гедеминович. Третий сын князя А. П. Хованского. Братья — князья Иван Большой, Никита и Иван Меньшой.

## Биография
В 1598 году в чине стольника,  подписал грамоту об избрании на царский трон Бориса Фёдоровича Годунова. В 1612 году участник ополчения князя Д.М. Пожарского против поляков. В 1613 — воевода Мещовске. В 1615-1620 годах находился на воеводстве в Астрахани. В сентябре 1625 года в бракосочетании царя Михаила Фёдоровича с княжной Марией Владимировной Долгоруковой стоял у изголовья Государя. В 1625-1627 годах московский дворянин. В 1626-1628 годах — первый воевода в Тобольске.
Тобольский воевода князь Андрей Хованский по царскому указу должен был разузнавать, можно ли построить острог у соленого озера Ямыша, есть ли там пашня, сенные покосы, леса и рыбные ловли, не будет ли от «колмацких людей какие тесноты и порухи», можно ли с ними торговать, какие у них товары и будет ли казне прибыль? Опасаясь, чтобы англичане, или, как их тогда называли, «немецкие люди», не нашли водного пути в Мангазею из Архангельска или прямо из своих земель, минуя Архангельск, царь Михаил Фёдорович приказал расспросить знающих людей, нельзя ли поставить где-либо острог, а если нет лесу, то привезти из Тобольска. Андрей Хованский в точности исполнил царский указ и отправил разведчиков на парусных лодках, но они не могли доплыть до Зеленой и Мутной рек и до Карской губы, потому что в течение шести недель ждали попутного ветра, а затем вода замерзла. В следующем году князь Хованский возобновил разыскания и послал поставить острог, чтобы не пропустить англичан в Мангазею.
Из-за частых набегов калмыков на город Тару и Тарский уезд, тобольский, давал воеводам письменные наставления относительно мероприятий и неоднократно посылал к ним на помощь людей, порох и свинец. Многие приказания царя Михаила Фёдоровича другим сибирским воеводам шли через князя Хованского, как, например, о том, чтобы они велели сделать чертежи городов, острогов и близлежащих рек и урочищ, с обозначением расстояния между городами и острогами, а также способа путей сообщения. Через него же сибирские воеводы пересылали в Москву росписи заключенных в тюрьмах в Тобольске, Томске, Тюмени, Березове, Нарымском остроге и Сургуте. Далее, царь Михаил Фёдорович приказал князю Андрею Хованскому устраивать крестьян на свою государеву пашню в разных сибирских городах, увеличивать доходы и изыскивать новые.
В 1629 году отправлен на воеводство в Нижний Новгород.  В этом же году встречал Кизилбашских послов. В 1630 году первый воевода в Вязьме у городского построения. В сентябре 1634 и сентябре 1635 годах встречал на второй большой встрече в сенях при представлении Государю турецких послов. В 1636 году показан стряпчим.
В 1639 году послан воеводою в Нижний Новгород, где и умер.

## Семья
Дети:
- Хованский Григорий Андреевич  — стольник и воевода.
- Хованский Иван Андреевич Тараруй — рында и воевода.
- Хованский Семён Андреевич — рында, стольник, голова и воевода.